# Acromitoides stiphropterus
Acromitoides stiphropterus is een schijfkwal uit de familie Catostylidae. De kwal komt uit het geslacht Acromitoides. Acromitoides stiphropterus werd in 1897 voor het eerst wetenschappelijk beschreven door Schultze. 